# Tlacuapa Primera Sección
Tlacuapa Primera Sección är en ort i Mexiko.   Den ligger i kommunen Xilitla och delstaten San Luis Potosí, i den centrala delen av landet, 220 km norr om huvudstaden Mexico City. Tlacuapa Primera Sección ligger 526 meter över havet och antalet invånare är 121.
Terrängen runt Tlacuapa Primera Sección är varierad. Runt Tlacuapa Primera Sección är det tätbefolkat, med 427 invånare per kvadratkilometer. Närmaste större samhälle är Villa Terrazas, 7,7 km öster om Tlacuapa Primera Sección. I omgivningarna runt Tlacuapa Primera Sección växer huvudsakligen savannskog.